# Pteroplatytrygon violacea
La raya pelágica (Pteroplatytrygon violacea) es una especie de rayas látigo de la familia Dasyatidae. Se caracteriza por sus anchas aletas pectorales que rodea todo su cuerpo, la cola es corta, pero con uno o más aguijones venenosos. 
Su coloración es violeta-azul con el vientre blanco. La raya pelágica habita casi en todo el mundo, es una de las especies migratorias. La raya pelágica pasan toda su vida cerca de la superficie, en mar abierto.
El alimento favorito de la raya pelágica consiste principalmente en invertebrados y peces óseos. 
La raya pelágica es ovovivípara, con camadas de 13 crías al año, a las que alimenta con leche uterina. Esta leche, que contiene lípidos y proteínas, es proporcionada por la madre mediante numerosas extensiones del epitelio uterino llamadas "trophonemata". Las hembras tienen un único ovario funcional.